# (88) Фисба
(88) Фисба (лат. Thisbe) — астероид главного пояса, который принадлежит к тёмному спектральному классу B. Он был открыт 15 июня 1866 года германо-американским астрономом Кристианом Петерсом в обсерватории Литчфилд и назван в честь легендарной вавилонской влюблённой пары Пирама и Фисбы, история которой имеет нечто схожее с историей шекспировских несчастных влюблённых.

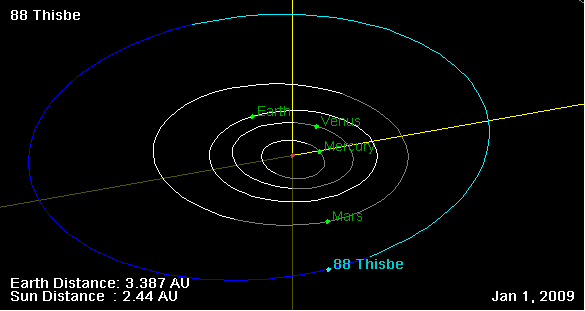
Орбита астероида Фисба и его положение в Солнечной системе

В 1978 году в ходе исследований в Туринской обсерватории был определён диаметр Фисбы — около 210 км. Однако, наблюдавшееся 7 октября 1981 года из двадцати мест покрытие звезды SAO 187124 этим астероидом показало, что диаметр астероида на 10 % больше, чем указано в предыдущих исследованиях, то есть около 232 км. А в 2001 году, на основании гравитационного воздействия астероида Ирида на Фисбу, были уточнены масса и плотность последней.

## Сближения
| дата             | а. е.    | расстояний до Луны | небесное тело |
| ---------------- | -------- | ------------------ | ------------- |
| 15.02.1916 17:06 | 0,020875 | 8,13               | Ирида         |
| 23.07.1934 20:09 | 0,017477 | 6,81               | Ирида         |
| 27.12.1952 18:53 | 0,017050 | 6,64               | Ирида         |
| 31.05.1971 5:20  | 0,019650 | 7,66               | Ирида         |
| 05.11.1989 5:30  | 0,046904 | 18,3               | Ирида         |
| 14.04.2008 15:09 | 0,035259 | 13,7               | Ирида         |
| 19.09.2026 4:25  | 0,039084 | 15,2               | Ирида         |